# Melanie (Sängerin)

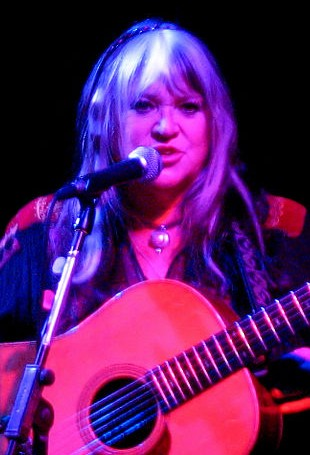
Melanie (2009)

Melanie Anne Safka-Schekeryk (* 3. Februar 1947 in New York City als Melanie Anne Safka; † 23. Januar 2024 in Nashville) war eine US-amerikanische Sängerin und Songwriterin. Sie wurde 1969 durch ihren Auftritt beim Woodstock-Festival bekannt und „etablierte sich nachdrücklich mit genial-schlichten Songs und unverwechselbarem Timbre im Folk-Pop-Genre“.
In Deutschland hatte sie 1970 einen Top-10-Hit mit einer Coverversion des Rolling-Stones-Songs Ruby Tuesday. Einer ihrer weltweit erfolgreichsten Hits war What Have They Done to My Song Ma aus demselben Jahr. Mit Brand New Key gelang ihr Anfang 1971 ein Nummer-eins-Hit in den USA.

## Leben
Melanie wurde 1947 im New Yorker Stadtteil  Astoria in Queens als Tochter eines ukrainischen Vaters und der italienischstämmigen Blues- und Jazzsängerin Polly Safka-Bertolo (1926–2003) geboren. Als sie fünf Jahre alt war, entstand ihre erste Tonaufnahme, Gimme a Little Kiss, ein Lied, das sie im Stil von Shirley Temple vortrug.
Als Sechsjährige begann Melanie Ukulele zu spielen. Ursprünglich wollte sie Schauspielerin werden. Als sie 1967 für eine Theaterrolle vorsprechen sollte, irrte sie sich, so erzählt sie, in der Anschrift, geriet mit ihrer Gitarre in das Büro des Plattenproduzenten Peter Schekeryk (1942–2010) und wurde von ihm als Sängerin unter Vertrag genommen und fortan gemanagt. 1968 heirateten sie. Zunächst wurde Melanie in Europa bekannt. Ihr Song Bobo’s Party stand 1969 mehrere Wochen auf Spitzenplätzen in den französischen Verkaufscharts, und sie hatte mit Beautiful People einen Hit in den Niederlanden.
Im  August desselben Jahres sang sie beim Woodstock-Festival in den USA, wo sie am ersten Abend nach Ravi Shankar statt der Incredible String Band auftrat, die es ablehnte, im strömenden Regen auf die Bühne zu gehen. Die damals 22-jährige Melanie hatte nach eigener Aussage den Eindruck, dass sie in Woodstock die Einzige war, die nicht unter Drogeneinfluss stand. Sie spielte sieben Songs. Das Publikum schwenkte in der Dunkelheit im Takt der Musik Kerzen, die zuvor ausgeteilt worden waren. Diese Stimmung hielt sie später in ihrem Lied Lay Down (Candles in the Rain) („Kerzen im Regen“) fest, mit dem sie im folgenden Jahr (mit Chorbegleitung der Edwin Hawkins Singers) Platz 6 der US-Charts erreichte und auch in Europa erfolgreich war.
Einer ihrer weltweit erfolgreichsten Songs wurde 1970 What Have They Done to My Song Ma, das in Deutschland auch in der deutschen Fassung von Daliah Lavi, Wer hat mein Lied so zerstört, Ma? bekannt wurde. In Deutschland und Großbritannien war sie im selben Jahr außerdem mit einem Cover des Rolling-Stones-Songs Ruby Tuesday erfolgreich. Ihr größter Hit in den USA wurde 1971 Brand New Key, der auch unter dem Titel The Roller Skate Song bekannt ist und die Spitze der US-Charts erreichte.
Weitere Erfolgstitel waren Peace Will Come, Nickel Song, Ring the Living Bell und 1973/74 die Coverversion des Shirelles-Titels Will You Love Me Tomorrow. Melanie wurde mit drei goldenen Schallplatten ausgezeichnet. 1972 erhielt sie als Ergebnis einer Leserwahl der Jugendzeitschrift Bravo den silbernen Bravo Otto. Politisch engagierte sich Melanie als UNICEF-Botschafterin.
Seit ihrem Auftritt in Woodstock hat Melanie fast jedes Jahr ein Album veröffentlicht, bis zu seinem Tod im Jahr 2010 überwiegend von Peter Schekeryk produziert. Sie bekam drei Kinder, die ebenfalls im Musikgeschäft tätig sind. Sie lebte eine Zeitlang in München, danach zog sie nach Florida. Ein erstes Comeback hatte sie 1978 mit dem Album Phonogenetic. Not Just Another Pretty Face mit den Jazzrock-Musikern Dave Sanborn, Michael Brecker, Randy Brecker, Richard Tee und Will Lee. Eher dem Pop-Mainstream verbunden war ihr 1985 erschienenes Album Am I Real or What.

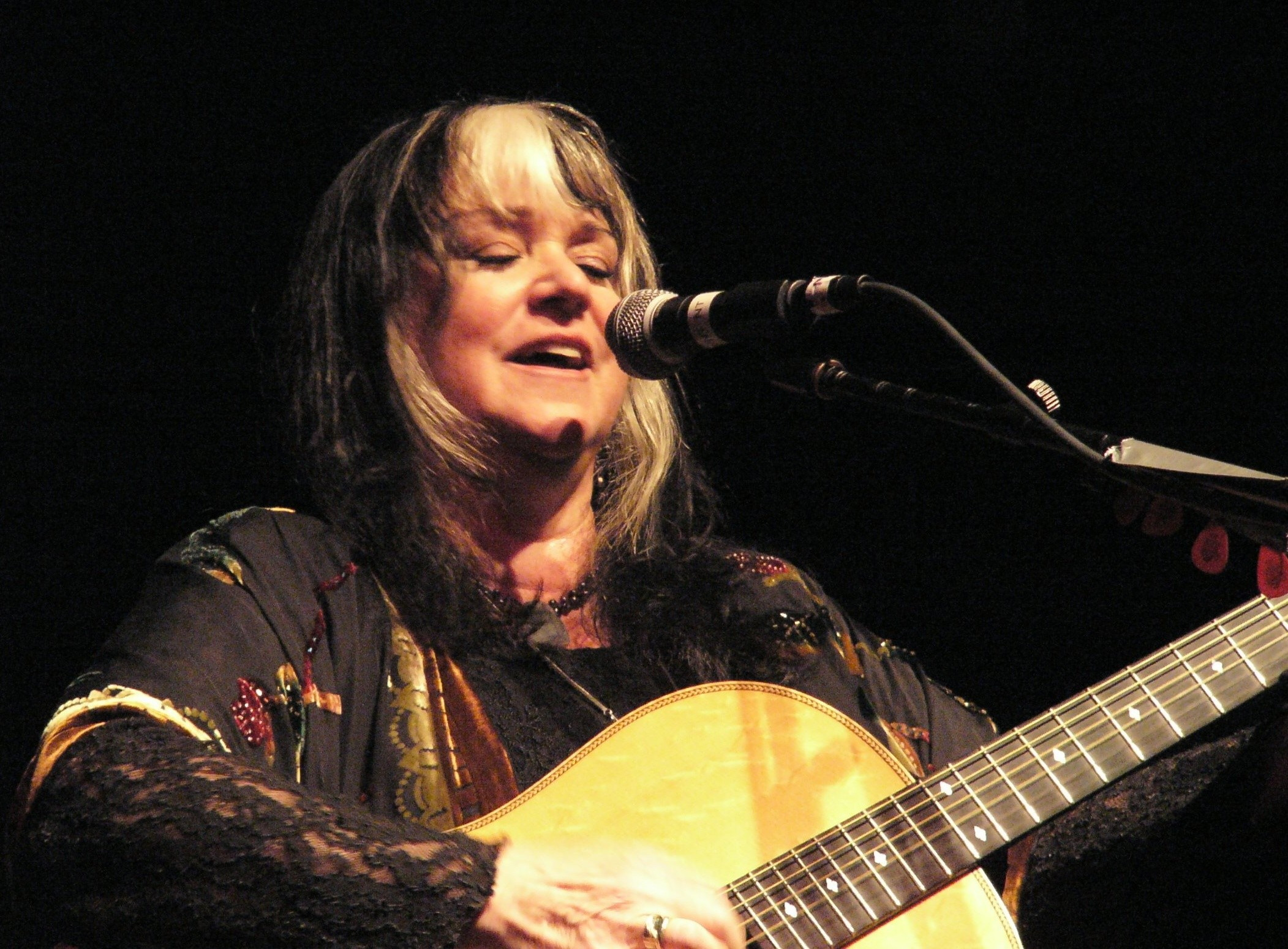
Melanie (2005)

2003 verwendete die australische Hip-Hop-Formation The Hilltop Hoods ein Sample aus Melanies People in the Front Row für ihren Song The Nosebleed Section. Im selben Jahr erschien Melanies Album Paled by Dimmer Light, eine Koproduktion von Peter und Beau Jarred Schekeryk. Melanie ging nahezu jährlich auf Tournee und wurde dabei oft von ihrem Sohn Beau Jarred auf der Gitarre begleitet.
Melanie starb am 23. Januar 2024 im Alter von 76 Jahren in Nashville. Bis kurz vor ihrem Tod hatte sie noch an einem neuen Album gearbeitet.

## Diskografie

### Studio- und Livealben
| Jahr | Titel                                 | Höchstplatzierung, Gesamtwochen/‑monate, AuszeichnungChartplatzierungen (Jahr, Titel, Platzierungen, Wochen/Monate, Auszeichnungen, Anmerkungen) | Höchstplatzierung, Gesamtwochen/‑monate, AuszeichnungChartplatzierungen (Jahr, Titel, Platzierungen, Wochen/Monate, Auszeichnungen, Anmerkungen) | Höchstplatzierung, Gesamtwochen/‑monate, AuszeichnungChartplatzierungen (Jahr, Titel, Platzierungen, Wochen/Monate, Auszeichnungen, Anmerkungen) | Anmerkungen                              |
| Jahr | Titel                                 | DE | UK | US | Anmerkungen                              |
| ---- | ------------------------------------- | --- | --- | --- | ---------------------------------------- |
| 1969 | Affectionately Melanie                | — | — | US196 (2 Wo.)US | Erstveröffentlichung: Dezember 1969      |
| 1970 | Melanie / Candles in the Rain         | DE33 (1 Mt.)DE | UK5 (31 Wo.)UK | US17 Gold · (37 Wo.)US | Erstveröffentlichung: Juli 1970          |
| 1970 | Lay Down                              | DE16 (8 Mt.)DE | — | — | mit den Edwin Hawkins Singers            |
| 1970 | Leftover Wine / Live at Carnegie Hall | DE31 (2 Mt.)DE | UK22 (5 Wo.)UK | US33 (19 Wo.)US | Erstveröffentlichung: 25. September 1970 |
| 1970 | R. P. M. OST                          | — | — | US148 (6 Wo.)US |                                          |
| 1971 | The Good Book                         | DE29 (5 Mt.)DE | UK9 (9 Wo.)UK | US80 (10 Wo.)US | Erstveröffentlichung: 26. Februar 1971   |
| 1971 | Garden in the City                    | — | UK19 (6 Wo.)UK | US115 (12 Wo.)US | Erstveröffentlichung: November 1971      |
| 1972 | Gather Me                             | — | UK14 (13 Wo.)UK | US15 Gold · (27 Wo.)US |                                          |
| 1972 | Stoneground Words                     | — | — | US70 (20 Wo.)US | Erstveröffentlichung: 11. November 1972  |
| 1973 | Melanie at Carnegie Hall              | — | — | US109 (11 Wo.)US |                                          |
| 1974 | Madrugada                             | — | — | US192 (4 Wo.)US | Erstveröffentlichung: Februar 1974       |

Weitere Studio- und Livealben
- 1968: Born to Be
- 1971: All the Right Noises – Soundtrack
- 1971: Live at Montreux
- 1973: Please Love Me
- 1974: As I See It Now
- 1975: Sunset and Other Beginnings
- 1976: Photograph
- 1978: Phonogenic / Not Just Another Pretty Face
- 1979: Ballroom Streets
- 1982: Arabesque
- 1983: Seventh Wave
- 1985: Am I Real or What
- 1987: Melanie
- 1989: Cowabonga
- 1991: Precious Cargo
- 1993: Freedom Knows My Name
- 1993: Silver Anniversary Unplugged
- 1995: Old Bitch Warrior
- 1996: Unchained Melanie
- 1996: Her Greatest Hits Live & New
- 1997: Lowcountry
- 1997: On Air
- 1997: Antlers
- 2002: Moments from my Life
- 2002: Crazy Love
- 2004: Paled by Dimmer Light
- 2005: Photograph Double Exposure
- 2010: Ever Since You Never Heard of Me

### Kompilationen
| Jahr | Titel                     | Höchstplatzierung, Gesamtwochen, AuszeichnungChartplatzierungen (Jahr, Titel, Platzierungen, Wochen, Auszeichnungen, Anmerkungen) | Höchstplatzierung, Gesamtwochen, AuszeichnungChartplatzierungen (Jahr, Titel, Platzierungen, Wochen, Auszeichnungen, Anmerkungen) | Höchstplatzierung, Gesamtwochen, AuszeichnungChartplatzierungen (Jahr, Titel, Platzierungen, Wochen, Auszeichnungen, Anmerkungen) | Anmerkungen |
| Jahr | Titel                     | DE | UK | US | Anmerkungen |
| ---- | ------------------------- | --- | --- | --- | ----------- |
| 1972 | The Four Sides of Melanie | — | UK23 (2 Wo.)UK | US103 (9 Wo.)US |             |

Weitere Kompilationen
- 1971: Please Love Me
- 1971: The Best of Melanie
- 1973: The Very Best of Melanie
- 1975: From The Beginning / Twelve Great Performances
- 1977: The Best of Melanie [2LP] [Buddah]
- 1981: Spotlight On Melanie
- 1988: Her Songs [SWI]
- 1988: Melanie’s Back in Town – 20 Greatest Hits [CAN]
- 1988: The Best of Melanie [1LP] [Buddah]
- 1988: The Very Best of Melanie
- 1990: The Best of Melanie [Rhino]
- 1991: Ruby Tuesday
- 1991: The Best of Melanie [Music Club]
- 1992: Beautiful Songs for Beautiful People [NLD]
- 1993: All the Hits …And More [DEU]
- 1993: A Portrait of Melanie (inkl. Nickel Song, Ruby Tuesday, Mr. Tambourine Man, Lay Lady Lay)
- 1997: Encore Collection
- 1997: The Very Best of Melanie: Acoustic Blue
- 1997: Golden Hits Collection
- 1998: The Very Best of Melanie [Camden]
- 1998: Melanie Magic (The Ultimate Collection)
- 1999: Beautiful People: The Greatest Hits of Melanie
- 1999: Ring the Living Bell: A Collection
- 2000: Shine On – The Latest and Greatest [DEU]
- 2004: The Greatest Hits Legacy
- 2006: Beautiful Hits
- 2008: Evergreen Selection

### Singles
| Jahr | Titel Album                                            | Höchstplatzierung, Gesamtwochen, AuszeichnungChartplatzierungen (Jahr, Titel, Album, Platzierungen, Wochen, Auszeichnungen, Anmerkungen) | Höchstplatzierung, Gesamtwochen, AuszeichnungChartplatzierungen (Jahr, Titel, Album, Platzierungen, Wochen, Auszeichnungen, Anmerkungen) | Höchstplatzierung, Gesamtwochen, AuszeichnungChartplatzierungen (Jahr, Titel, Album, Platzierungen, Wochen, Auszeichnungen, Anmerkungen) | Höchstplatzierung, Gesamtwochen, AuszeichnungChartplatzierungen (Jahr, Titel, Album, Platzierungen, Wochen, Auszeichnungen, Anmerkungen) | Anmerkungen                                                                            |
| Jahr | Titel Album                                            | DE | AT | UK | US | Anmerkungen                                                                            |
| ---- | ------------------------------------------------------ | --- | --- | --- | --- | -------------------------------------------------------------------------------------- |
| 1970 | Lay Down (Candles in the Rain) Lay Down                | — | — | — | US6 (17 Wo.)US | Erstveröffentlichung: März 1970 B-Seite: Animal Crackers mit den Edwin Hawkins Singers |
| 1970 | Peace Will Come (According to Plan) Leftover Wine      | DE47 (1 Wo.)DE | — | — | US32 (7 Wo.)US | Erstveröffentlichung: Juli 1970 B-Seite: Close to it All                               |
| 1970 | Ruby Tuesday Candles In The Rain                       | DE6 (24 Wo.)DE | AT2 (12 Wo.)AT | UK9 (15 Wo.)UK | US52 (7 Wo.)US | Erstveröffentlichung: 14. August 1970 B-Seite: What Have They Done to My Song Ma       |
| 1970 | What Have They Done to My Song Ma Candles in the Rain  | — | — | UK39 (1 Wo.)UK | — | B-Seite von Ruby Tuesday                                                               |
| 1970 | Stop! I Don’t Wanna Hear It Anymore Garden in the City | DE43 (1 Wo.)DE | AT15 (… Wo.)AT | — | — | Erstveröffentlichung: 17. Juli 1970 B-Seite: Beautiful People                          |
| 1971 | The Nickel Song Love Me                                | DE43 (1 Wo.)DE | — | — | US35 (10 Wo.)US | Erstveröffentlichung: Mai 1971 B-Seite: What Have They Done to My Song Ma              |
| 1971 | Brand New Key Gather Me                                | DE23 (10 Wo.)DE | — | UK4 (12 Wo.)UK | US1 Gold · (18 Wo.)US | Erstveröffentlichung: Oktober 1971 B-Seite: Some Say (I Got Devil)                     |
| 1972 | Ring the Living Bell Gather Me                         | DE41 (1 Wo.)DE | — | — | US31 (9 Wo.)US | Erstveröffentlichung: 29. Januar 1972 B-Seite: Railroad                                |
| 1972 | Together Alone Stoneground Words                       | — | — | — | US86 (4 Wo.)US | Erstveröffentlichung: September 1972 B-Seite: Center of the Circle                     |
| 1973 | Bitter Bad Melanie at Carnegie Hall                    | — | — | — | US36 (10 Wo.)US | Erstveröffentlichung: Januar 1973 B-Seite: Do You Believe                              |
| 1973 | Will You Still Love Me Tomorrow? –                     | — | — | UK37 (5 Wo.)UK | US82 (4 Wo.)US | B-Seite: Here I Am                                                                     |
| 1983 | Every Breath of the Way Seventh Wave                   | — | — | UK70 (4 Wo.)UK | — | Erstveröffentlichung: September 1983 B-Seite: Lovers Lullaby                           |

grau schraffiert: keine Chartdaten aus diesem Jahr verfügbar
Weitere Singles
- 1968: Mr. Tambourine Man / Christopher Robin [GBR]
- 1969: Garden in the City / Why Didn’t My Mother Tell Me?
- 1969: God’s Only Daughter / My Beautiful People
- 1969: Bo Bo’s Party / I’m Back in Town
- 1969: Bo Bo’s Party / Mr. Tambourine Man [FRA]
- 1969: Uptown Down / Beautiful People [GBR]
- 1970: Baby Guitar / Any Guy
- 1970: Beautiful People / Any Guy
- 1970: I Believe / Lay Down [DEU]
- 1970: Lay Down (Candles in the Rain) / Animal Crackers [FRA]
- 1970: Peace Will Come (According to Plan) / Close to it All [DEU]
- 1970: Peace Will Come (According to Plan) / Stop! I Don’t Want to Hear It Anymore
- 1970: Ruby Tuesday / Merry Christmas
- 1971: Nickel Song / Good Book
- 1971: The Good Book / We Don’t Know Where We’re Going
- 1972: I’m Back in Town / Johnny Boy
- 1972: Some Say I’ll Be a Farmer / Steppin’
- 1972: Some Day I’ll Be a Farmer / Lay Lady Lay [GBR]
- 1972: Together Alone / Summer Weaving [GBR]
- 1973: Do You Believe / Stoneground Words
- 1973: Do You Believe / Stoneground Words [NLD]
- 1973: Please Love Me [DEU]
- 1973: Seeds/Some Say (I Got Devil)
- 1974: Love to Lose Again / Pine and Feather
- 1974: Lover’s Cross / Holding Out
- 1975: Record Machine / Sweet Misery
- 1975: You’re Not a Bad Ghost, Just an Old Song / Eyes of Man [DEU] (promo)
- 1975: You Can’t Hurry Love / Mama Said [DEU] (promo)
- 1977: Cyclone / If I Needed You
- 1978: I’d Rather Leave While I’m in Love / Record People
- 1978: Oh Boy / Brand New Key
- 1978: Running After Love / Holding Out
- 1981: One More Try / Apathy
- 1982: Detroit or Buffalo / Imaginary Heroes
- 1982: Detroit or Buffalo / When You’re Dead and Gone
- 1982: Foolin’ Yourself / Dead and Gone [DEU]
- 1982: Get High on Yourself / Dead and Gone
- 1983: Dance To The Music / What Do I Keep
- 1985: Maybe I’m Lonely / Who’s Been Sleeping in My Bed?
- 1985: Rag Doll (short / long versions)
- 1985: Who’s Been Sleeping in My Bed / Somebody Love
- 1985: Who’s Been Sleeping in My Bed? (Special Club Mix) / Who’s Been Sleeping in My Bed?
- 1994: Till They All Get Home (A Little Prayer)
- 1999: Lay Down / Ruby Tuesday
- 1999: Summer of Love II [radio-only]
- 2001: Dust in the Wind / For What it’s Worth
- 2003: Jammin’ Alone / You Can Find Anything Here